# Leichtathletik-Europameisterschaften 1990/100 m Hürden der Frauen

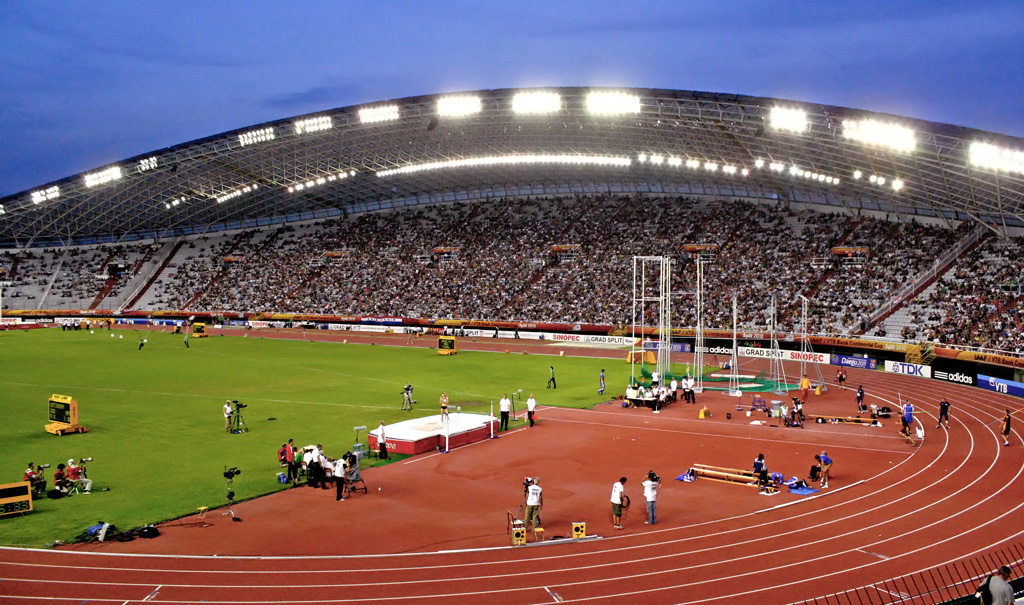
Das Stadion Poljud von Split im Jahr 2010

Der 100-Meter-Hürdenlauf der Frauen bei den Leichtathletik-Europameisterschaften 1990 wurde am 29. und 30. August 1990 im Stadion Poljud in Split ausgetragen.
Europameisterin wurde die Französin Monique Éwanjé-Épée. Sie gewann vor der Vizeweltmeisterin von 1987 Gloria Siebert aus der DDR. Bronze ging an die sowjetische Hürdensprinterin Lidija Jurkowa.

## Bestehende Rekorde
| Weltrekord           | 12,21 s | Jordanka Donkowa | Stara Sagora, Bulgarien      | 20. August 1988 |
| Europarekord         | 12,21 s | Jordanka Donkowa | Stara Sagora, Bulgarien      | 20. August 1988 |
| Meisterschaftsrekord | 12,38 s | Jordanka Donkowa | EM Stuttgart, BR Deutschland | 29. August 1986 |

Der bestehende EM-Rekord wurde bei diesen Europameisterschaften nicht erreicht. Die schnellste Zeit erzielte die französische Europameisterin Monique Éwanjé-Épée im zweiten Halbfinale bei einemRückenwind von 1,1 m/s mit 12,66 s, womit sie 38 Hundertstelsekunden über dem Rekord blieb. Zum Welt- und Europarekord fehlten ihr 45 Hundertstelsekunden.

## Legende
| DNF | Wettkampf nicht beendet (did not finish) |

## Vorrunde
29. August 1990
Die Vorrunde wurde in drei Läufen durchgeführt. Die ersten drei Athletinnen pro Lauf – hellblau unterlegt – sowie die darüber hinaus sieben zeitschnellsten Läuferinnen – hellgrün unterlegt – qualifizierten sich für das Halbfinale. Von den zwanzig angetretenen Hürdensprinterinnen schieden lediglich vier aus, jeweils zwei in den Vorläufen zwei und drei. Aus dem ersten Vorlauf erreichten alle Athletinnen die nächste Runde.

### Vorlauf 1
Wind: +0,5 m/s
| Platz | Name                  | Nation         | Zeit (s) |
| ----- | --------------------- | -------------- | -------- |
| 1     | Natalja Grigorjewa    | Sowjetunion    | 12,81    |
| 2     | Ginka Sagortschewa    | Bulgarien      | 12,82    |
| 3     | Kristin Patzwahl      | DDR            | 12,97    |
| 4     | Gabriele Lippe        | BR Deutschland | 13,01    |
| 5     | Lesley-Ann Skeete     | Großbritannien | 13,07    |
| 6     | Anne Piquereau        | Frankreich     | 13,18    |
| 7     | María José Mardomingo | Spanien        | 13,47    |

### Vorlauf 2
Wind: +0,2 m/s
| Platz | Name                   | Nation         | Zeit (s) |
| ----- | ---------------------- | -------------- | -------- |
| 1     | Monique Éwanjé-Épée    | Frankreich     | 12,72    |
| 2     | Ljudmila Naroschilenko | Sowjetunion    | 12,78    |
| 3     | Cornelia Oschkenat     | DDR            | 12,97    |
| 4     | Kay Brown              | Großbritannien | 13,21    |
| 5     | Sylvia Dethiér         | Belgien        | 13,51    |
| 6     | Claudia Zaczkiewicz    | BR Deutschland | 13,55    |

### Vorlauf 3
Wind: −0,8 m/s
| Platz | Name                 | Nation         | Zeit (s) |
| ----- | -------------------- | -------------- | -------- |
| 1     | Gloria Siebert       | DDR            | 12,74    |
| 2     | Lidija Jurkowa       | Sowjetunion    | 12,77    |
| 3     | Christine Hurtlin    | Frankreich     | 13,23    |
| 4     | Paraskeví Patoulídou | Griechenland   | 13,36    |
| 5     | Brigita Bukovec      | Jugoslawien    | 13,46    |
| 6     | Ana Barrenechea      | Spanien        | 13,85    |
| DNF   | Jackie Agyepong      | Großbritannien |          |

## Halbfinale
29. August 1990
In den beiden Halbfinalläufen qualifizierten sich die jeweils ersten vier Athletinnen – hellblau unterlegt – für das Finale.

### Lauf 1
Wind: +0,3 m/s
| Platz | Name                   | Nation         | Zeit (s) |
| ----- | ---------------------- | -------------- | -------- |
| 1     | Gloria Siebert         | DDR            | 12,75    |
| 2     | Ljudmila Naroschilenko | Sowjetunion    | 12,78    |
| 3     | Gabriele Lippe         | BR Deutschland | 12,92    |
| 4     | Cornelia Oschkenat     | DDR            | 12,93    |
| 5     | Natalja Grigorjewa     | Sowjetunion    | 12,98    |
| 6     | Christine Hurtlin      | Frankreich     | 13,04    |
| 7     | Kay Brown              | Großbritannien | 13,22    |
| 8     | Brigita Bukovec        | Jugoslawien    | 13,46    |

### Lauf 2

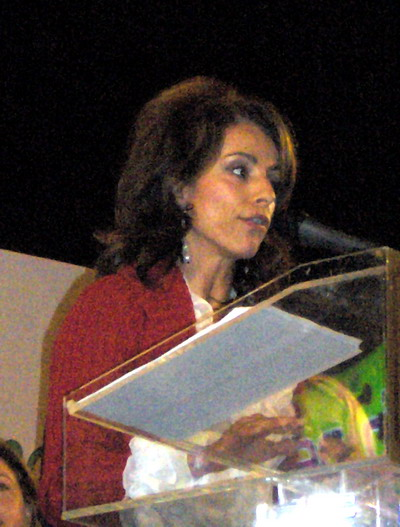
Um fünf Hundertstelsekunden verpasste Paraskeví Patoulídou den Finaleinzug – zwei Jahre später wurde sie Olympiasiegerin

Wind: +1,1 m/s
| Platz | Name                  | Nation         | Zeit (s) |
| ----- | --------------------- | -------------- | -------- |
| 1     | Monique Éwanjé-Épée   | Frankreich     | 12,66    |
| 2     | Ginka Sagortschewa    | Bulgarien      | 12,81    |
| 3     | Lidija Jurkowa        | Sowjetunion    | 12,81    |
| 4     | Kristin Patzwahl      | DDR            | 13,02    |
| 5     | Paraskeví Patoulídou  | Griechenland   | 13,07    |
| 6     | Anne Piquereau        | Frankreich     | 13,08    |
| 7     | Lesley-Ann Skeete     | Großbritannien | 13,37    |
| 8     | María José Mardomingo | Spanien        | 13,40    |

## Finale

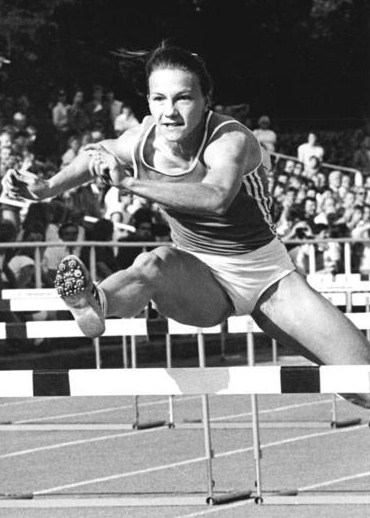
Gloria Siebert, Vizeweltmeisterin von 1987 gewann auch hier die Silbermedaille
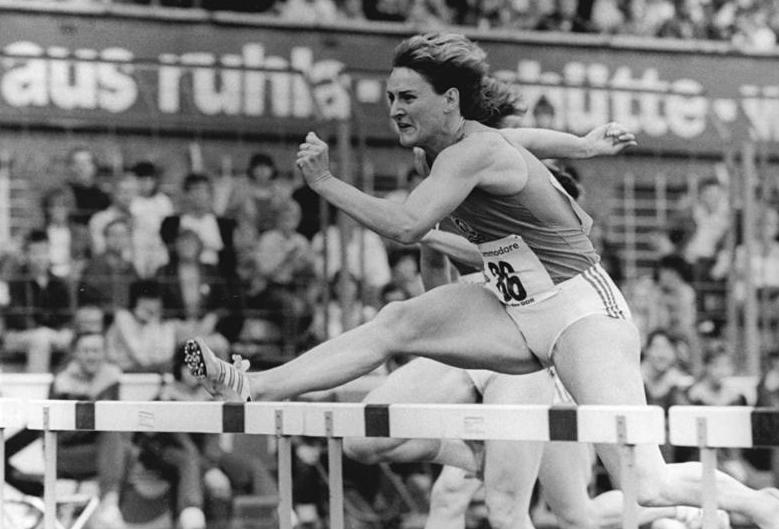
Die Vizeeuropameisterin von 1986 und WM-Dritte von 1987 Cornelia Oschkenat erreichte Platz vier

30. August 1990
Wind: −0,9 m/s
| Platz | Name                   | Nation         | Zeit (s) |
| ----- | ---------------------- | -------------- | -------- |
| 1     | Monique Éwanjé-Épée    | Frankreich     | 12,79    |
| 2     | Gloria Siebert         | DDR            | 12,91    |
| 3     | Lidija Jurkowa         | Sowjetunion    | 12,92    |
| 4     | Cornelia Oschkenat     | DDR            | 12,95    |
| 5     | Ljudmila Naroschilenko | Sowjetunion    | 12,97    |
| 6     | Ginka Sagortschewa     | Bulgarien      | 13,02    |
| 7     | Kristin Patzwahl       | DDR            | 13,25    |
| DNF   | Gabriele Lippe         | BR Deutschland |          |

## Videolinks
- 2945 European Track & Field 1990 Split 100m Hurdles, www.youtube.com, abgerufen am 26. Dezember 2022
- Women's Sprint Finals European Athletics Championships Split 09-1990, www.youtube.com, abgerufen am 26. Dezember 2022